# فورد تاندربیرد (نسل دهم)
فورد تاندربیرد (نسل دهم) (Ford Thunderbird (tenth generation)) خودرویی است که در سال‌های ۱۹۸۹ تا ۱۹۹۷تولید شده‌است.
طراحی آن خودروهای موتور جلو-محور عقب بوده وزن آن در حالت طبیعی ۳٬۵۳۶ پوند (۱٬۶۰۴ کیلوگرم) است. سیستم جعبه‌دندهٔ آن ۵ دنده به دو صورت خودکار و دستی است.